# Arhopala bazalus
Arhopala bazalus — вид дневных бабочек из семейства голубянок (Lycaenidae).

## Описание

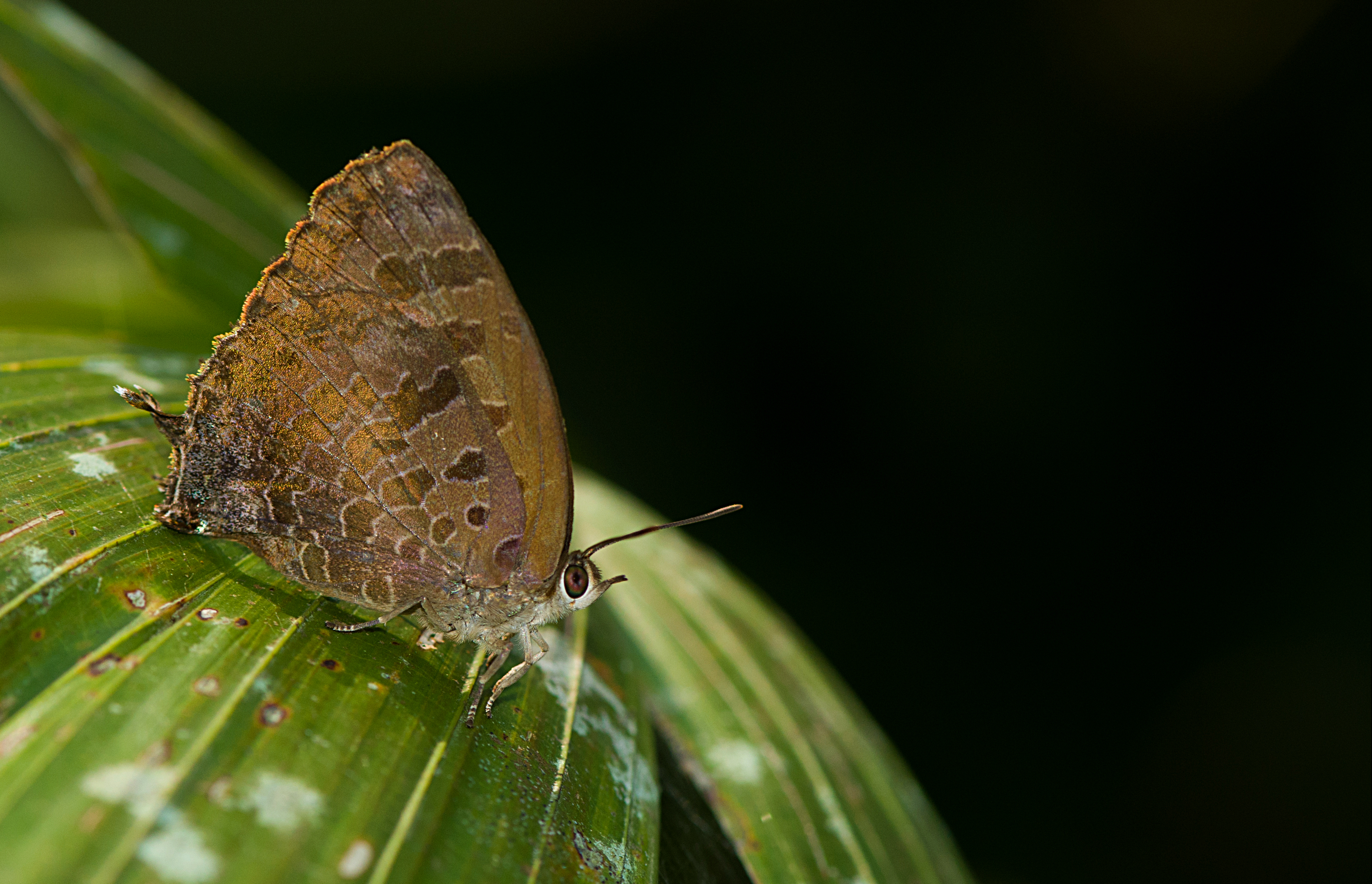
Нижняя сторона крыльев

Длина переднего крыла самцов 20-22 мм, самок 18-22 мм. Задние крылья с коротким хвостиков у жилки Cu2. Верхняя сторона крыльев с блестящим голубовато-синим отливом. Передние крылья на вершине не оттянуты, у самцов с узким (не более 1 мм) чёрным краем. Глаза голые.

## Ареал
Япония, Китай (Восточный, Южный, остров Тайвань), Мьянма, Гималаи, Индокитай, Западная Индонезия.

## Биология
Бабочки встречаются в лавровых лесах. За год развивается одно поколение. Кормовые растения гусениц — Pusania edulis, Pusania glabra.